# Лос-Анджелес Ацтекс
«Лос-А́нджелес А́цтекс» (англ. Los Angeles Aztecs — Лос-Анджелесские Ацтеки) — американский футбольный клуб, выступавший в Североамериканской футбольной лиге с 1974 по 1981 год. Клуб располагался в Лос-Анджелесе, Калифорния. Одним из совладельцев клуба был сэр Элтон Джон.

## Достижения
Чемпионы САФЛ
- 1974
- Победители Соккер Боула: 1974

Новичок сезона
- 1979 Лэрри Ульцер

Самый ценный игрок Лиги
- 1979 Йохан Кройф

## Средняя посещаемость домашних матчей
- 1974: 5098
- 1975: 8307
- 1976: 8051
- 1977: 9638
- 1978: 9301
- 1979: 14 334
- 1980: 12 057
- 1981: 5814